# Стабрук (Джорджтаун)
Стабрук (англ. Stabroek) — стара назва Джорджтауна, Гаяна, у період з 1784 по 1812 рік, коли він був столицею Демерари. Зараз Стабрук — це район у центрі Джорджтауна.

## Історія
Місто було засноване в 1782 році під час короткої окупації французами голландської колонії Демерара. Початкова назва міста, дана французами, була Лоншан (фр. Longchamps). У 1784 році місто отримало назву Старбрук на честь Ніколаса Гельвінка (1732—1787), лорда Стабрука та тодішнього президента Голландської Вест-Індської компанії. У 1812 році назва міста знову змінилася, коли під британським правлінням він отримав нинішню назву Джорджтаун. Зараз назва Старбрук збереглася за міським приходом розміром 0,4 км завширшки та 1,6 км завдовжки.
Стара назва міста відображена в головному ринку Джорджтауна, Стабрукський ринок, який існував на його нинішньому місці або біля нього з XVIII століття, і в газеті Stabroek News, заснованої в 1986.

## Опис
Стабрук витягнутий із заходу на схід. З півночі район межує з районами Джоржтауна — Лейсітаун, Альберттаун і Куїнстаун, з півдня — Уерк-ан-Раст і Уортменвіл. Головна вулиця Стабрука Брікдам-стріт була оброблена цеглою і зроблена з обпаленої землі до 1921 року, коли її було вимощено з приводу прибуття принца Уельського. Верхня частина Брікдам-стріт була раніше обсаджена пальмами. Багато коротких вулиць, що йдуть з півночі на південь, були спочатку пронумеровані, але пізніше отримали назви на честь відомих людей міста.

## Примітні будинки
У Стабруку знаходяться багато примітних будинків Джоржтауна:
- Будівля парламенту Гаяни побудована в 1834 році для законодавчого комітету Суду з політичних питань Британської Гвіани. Одна з двох купольних будівель у Джорджтауні. Перед будинком стоять дві гармати, які використовувалися під час Кримської війни, та статуя Губерта Натаніеля Кричлоу (1884—1958), батька-засновника профспілкового руху у Гаяни.
- Кірк Святого Андрія, найстаріша діюча церква Джоржтауна. Заснована у 1811 році як нідерландська реформатська церква, але була викуплена шотландською пресвітеріанською церквою та відкрита у 1818 році.
- Джорджтаунський магістратський суд, побудований в 1897 як розширення для розміщення судового розгляду. Чавунні декоративні елементи розташовані над дверима та головним входом.
- Коледж Святого Станіслава, перша католицька школа в Гаяні, була відкрита 1 травня 1866 на острові Лангтон. У перші роки була відома як гімназія Св. Станіслава та займала різні місця. В 1907 назва була змінена на коледж Св. Станіслава і перенесена на Брікдам-стріт. Початкова частина нинішньої будівлі сягає 1928 року. У 1954 було додано ще одне крило, а в листопаді 1973 було додано крило Хопкінсона.
- Будинок Деміко, один із найстаріших будівель міста, належить банку Banks DIH. Будівля була придбана братами д'Агіар в 1893 році й перетворена на бар в 1896 році, а в 1972 році — в готель.
- Стабруцький ринок, одна з найхарактерніших будівель міста, побудована зі сталі в 1881 році.
- Китайська асоціація була заснована у 1920 році. Будівлю приваблює елегантним стилем даху та колонами, які прикрашають головний вхід до будівлі.
- Королівський будинок, збудований близько 1909 року, був резиденцією перших губернаторів Гаяни. Наразі тут знаходиться офіс Міністерства внутрішніх справ.
- Поліцейська ділянка Брікдам, центральна поліційна ділянка Джорджтауна, займає цілий квартал. Головна будівля була спроєктована і збудована Сезаром Кастеллані. Декоративний чавун та флюгер на даху є одними з головних архітектурних особливостей будівлі.
- Міністерство сільського господарства Гаяни.
- Собор Непорочного Зачаття, або Брикдамський собор. Головна католицька церква Гаяни, збудована у 1920-х роках Леонардом Стоуксом.
- Пам'ятник «1763» на площі Революції символізує народного героя Каффі, який боровся за визволення поневолених. Пам'ятник 1976 року оточений невеликим садом. Він був описаний британською художницею Обрі Вільямс як «Найбільша скульптура Карибов, що стоїть». Він став першою бронзовою скульптурою у Гаяні. Фігура була поділена на секції та відлита в бронзові форми, які потім були приварені одна до одної.

## Галерея

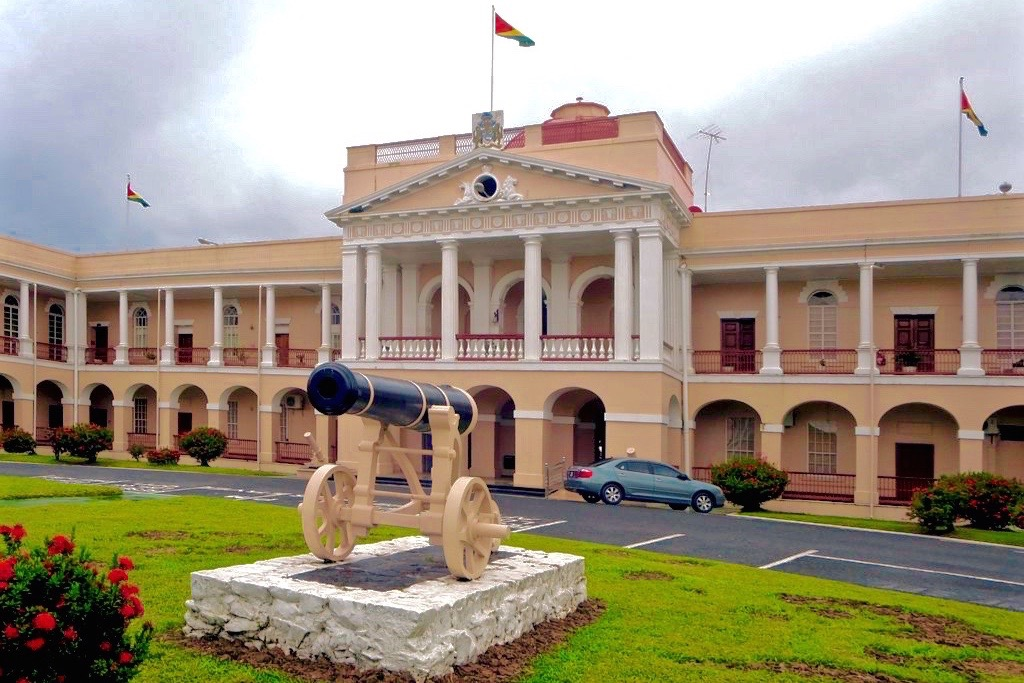
Парламент Гаяни
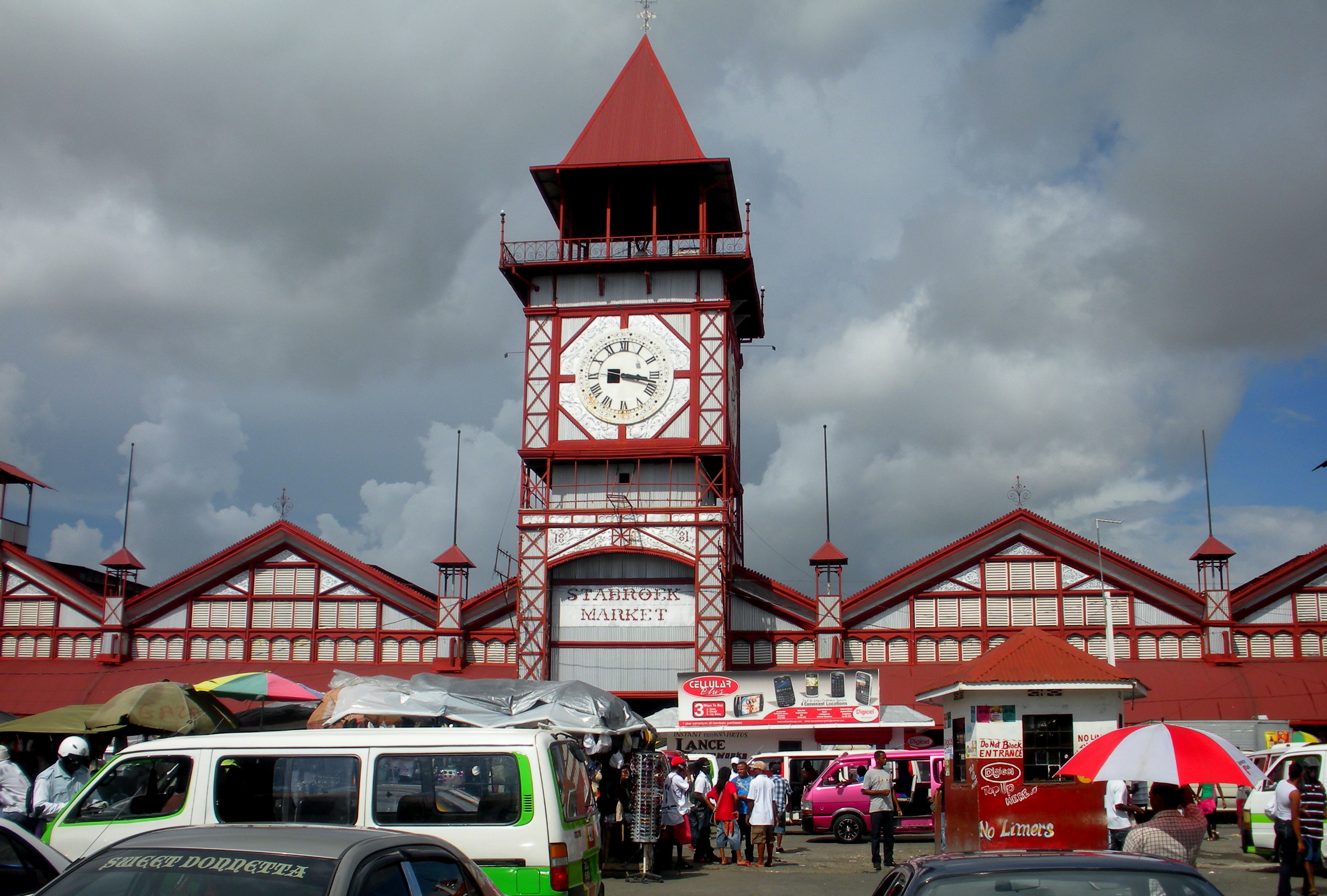
Стабруцький ринок
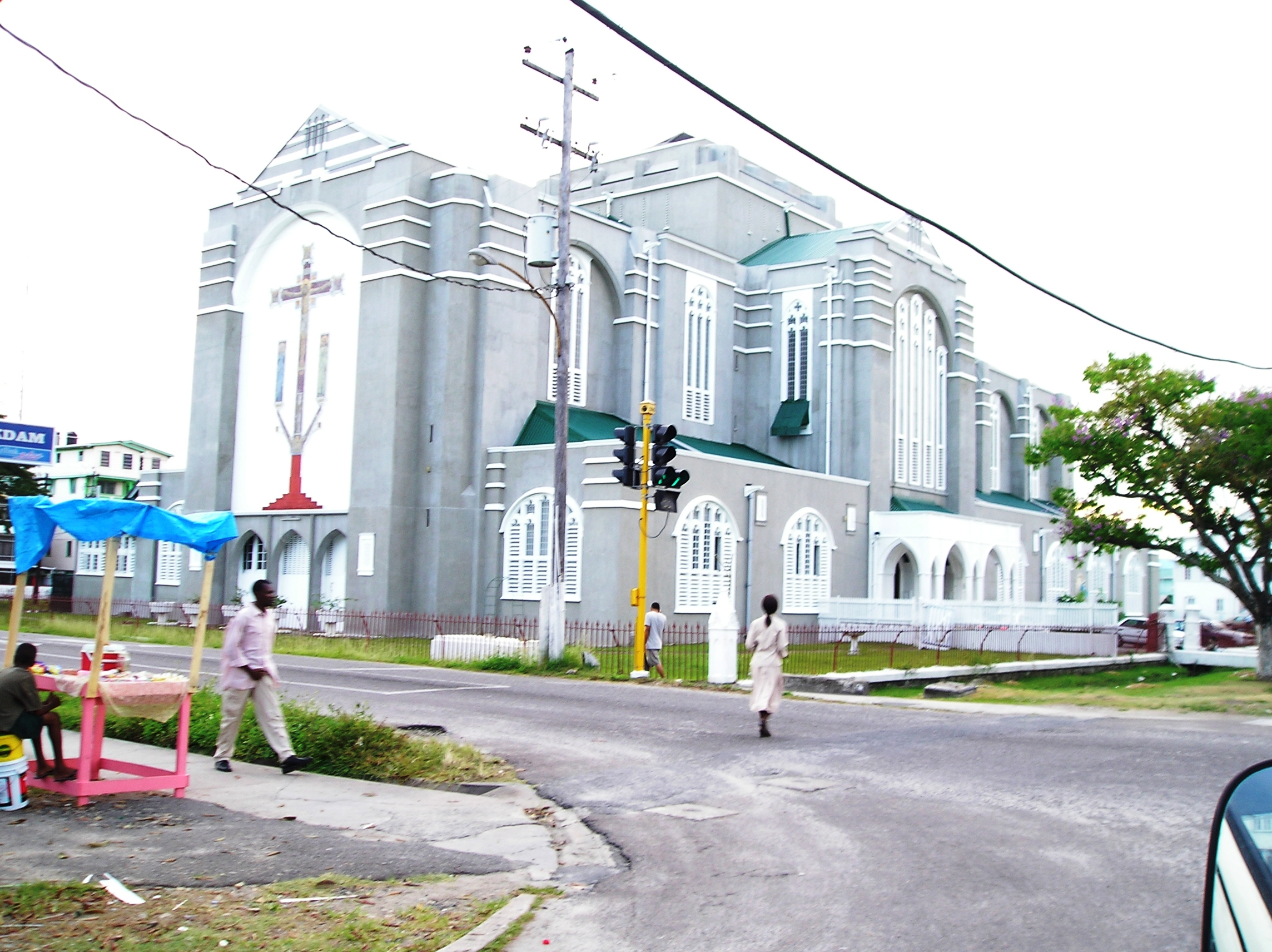
Брікдамський собор
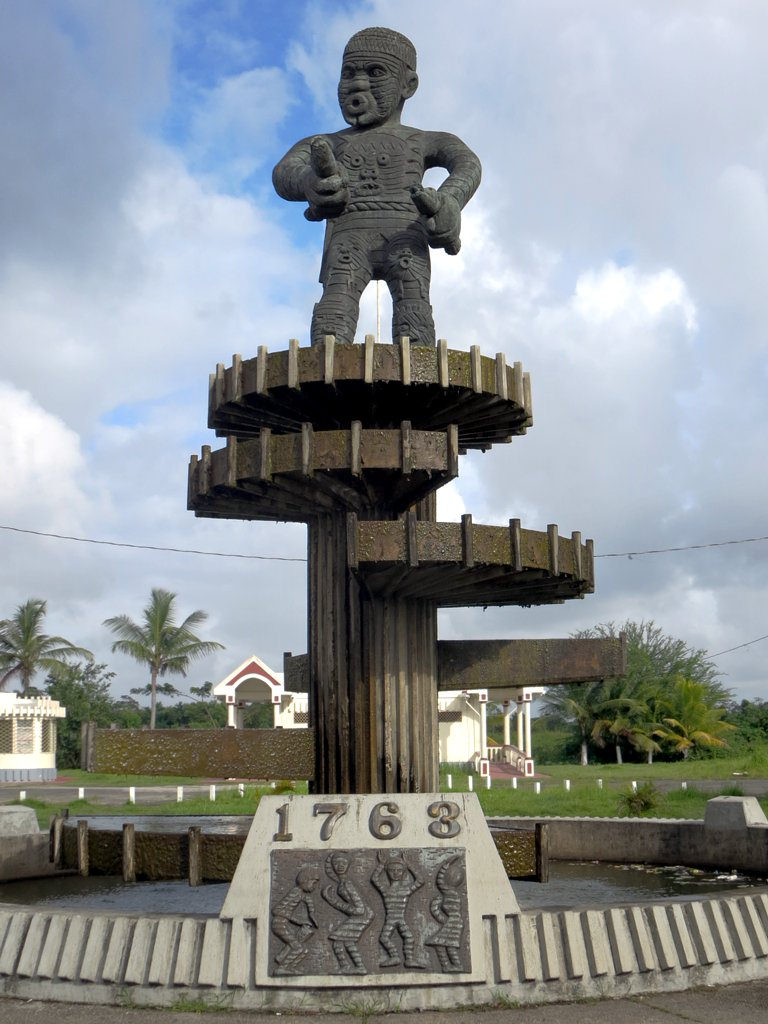
Монумент "1763" ("Каффі")